# Sophia Antoniades
Sophia L. Antoniadis of Antoniades (Grieks: Σοφία Αντωνιάδη) (Piraeus, 31 juli 1895 - Athene, 25 januari 1972) was de eerste vrouwelijke hoogleraar aan de Universiteit Leiden. Van 10 juli 1929 tot en met 30 september 1955 was Antoniadis hoogleraar middeleeuws en modern Grieks (officieel: Grieksche Taal- en Letterkunde van den Oud-Christelijken, den Byzantijnschen en den nieuweren tijd). Haar oratie was getiteld L'importance du grec moderne.

## Biografie
Antoniadis studeerde aan de École française d'Athènes. Na de Eerste Wereldoorlog vervolgde ze haar studie van de Griekse en Franse literatuur aan de Sorbonne in Parijs (diploma 1920). Hierna keerde ze terug naar Athene, waar ze in 1924-1926 een reeks lezingen over moderne Griekse literatuur gaf aan de Professional Theatre School. Het proefschrift waarop ze in 1930 in Parijs promoveerde was getiteld L'Evangile de Luc : esquisse de grammaire et de style.
In 1929 werd Antoniadis benoemd tot buitengewoon hoogleraar aan de Universiteit Leiden. Vanaf 1948 tot 1954 was ze tevens buitengewoon hoogleraar Nieuwgriekse taal- en letterkunde aan de Universiteit van Amsterdam. Haar leerstoel in Leiden werd in 1953 omgezet in een gewoon hoogleraarschap.
Tijdens de Tweede Wereldoorlog (1940-1945) verbleef Antoniadis in haar geboorteland, waar zij actief was in het verzet tegen de Duitsers en de Italianen.
Na haar emeritaat in 1955 was ze tot 1966 voorzitter van het Istituto Ellenico di Studi Bizantini e Postbizantini in Venetië.
In 1950 werd Antoniadis gedecoreerd met twee Griekse onderscheidingen: de Gouden Medaille van de Orde voor Goede Daden en de Orde van de Feniks, en werd ze gekozen tot corresponderend lid van de Academie van Athene.

### Trivia
In de Senaatskamer van de Universiteit Leiden hangen de portretten van 118 professoren, van wie Antoniadis sinds lange tijd de enige vrouw was. Van 8 maart tot en met 8 april 2016 hingen over deze portretten foto's van 99 vrouwelijke Leidse professoren, een initiatief van de groep Athena's Angels om aandacht te vragen voor het gebrek aan (representatie van) vrouwelijke hoogleraren. Het portret van Sophia Antoniadis, in 1965 geschilderd door Yannis Moralis, kreeg die maand een speciale plek in de kamer.
Volgens Mineke Bosch werd Antoniadis mogelijk aangesteld omdat een mannelijke kandidaat voor de functie ontbrak. Zij was de opvolger van D.C. Hesseling. Als leerlinge van Hubert Pernot, Hesselings vriend en collega in Parijs, was ze een van de weinige kandidaten die al deze vakgebieden enigszins kon overzien.
Ter ere van het 444-jarig bestaan van de Universiteit Leiden werd in mei 2019 een fysieke tijdlijn tentoongesteld in het Lipsius-gebouw, het centrale gebouw van de Faculteit Geesteswetenschappen. Antoniadis werd hierin getoond bij het jaartal 1929.
- Bibliothèque nationale de France: cb111341083 (data)
- Gemeinsame Normdatei: 1053065531
- International Standard Name Identifier: 0000 0000 6129 6459
- Library of Congress Control Number: n86017081
- Nationale Bibliotheek van Israël: 987009348889305171
- Nederlandse Thesaurus van Auteursnamen: 069999430
- Système universitaire de documentation: 078537398
- Virtual International Authority File: 70404065
- WorldCat: E39PBJtRKHrWGXRPpRX3mpm8G3